# باولو كونسيساو
باولو كونسيساو (بالبرتغالية: Paulo Conceição‏) هو منافس ألعاب قوى برتغالي، ولد في 29 ديسمبر 1993 في قلمرية في البرتغال.

## وصلات خارجية
- باولو كونسيساو على موقع الاتحاد الدولي لألعاب القوى (الإنجليزية)
- باولو كونسيساو على موقع الاتحاد الأوروبي لألعاب القوى (الإنجليزية)